# Henriette de Clercq
Pour les articles homonymes, voir de Clercq et Crombez.
Henriette de Clercq, née Henriette-Aline-Françoise-Ghislaine Crombez le 5 juillet 1812 à Tournai et morte le 10 février 1878 à Oignies, est une propriétaire, châtelaine et bienfaitrice de la ville d'Oignies.

## Biographie
Elle est la fille de Benoît Georges Alexis Joseph Crombez, un richissime négociant tournaisien qui a fait fortune dans l’approvisionnement des armées de Napoléon et d’Henriette Françoise Josèphe Lefebvre. Henriette Crombez naît le 5 juillet 1812 à Tournai. Son grand-père maternel, Piat-François-Joseph Lefebvre, riche spéculateur belge, souhaite marier l’une de ses petites-filles à son associé en affaires, Louis François-Xavier de Clercq. 
Henriette Crombez a 21 ans quand elle épouse le 28 avril 1834 à Paris, selon les volontés de ses parents, Louis François-Xavier de Clercq, banquier catholique belge âgé d'une soixantaine d’années.
En 1836, le couple fait l'acquisition de l'hôtel de Masseran, et deux enfants voient le jour.  Le couple possède à côté de sa résidence parisienne, des biens fonciers importants dans le Nord-Pas-de-Calais. À cause de son rapide veuvage, en 1841, Mme de Clercq délaisse fréquemment sa propriété parisienne pour s’installer à Oignies, ville qu’elle fait prospérer grâce à sa découverte d’une source carbonifère, ainsi qu’à l’exploitation de la fosse. Elle meurt le 10 février 1878.

## Découverte du charbon

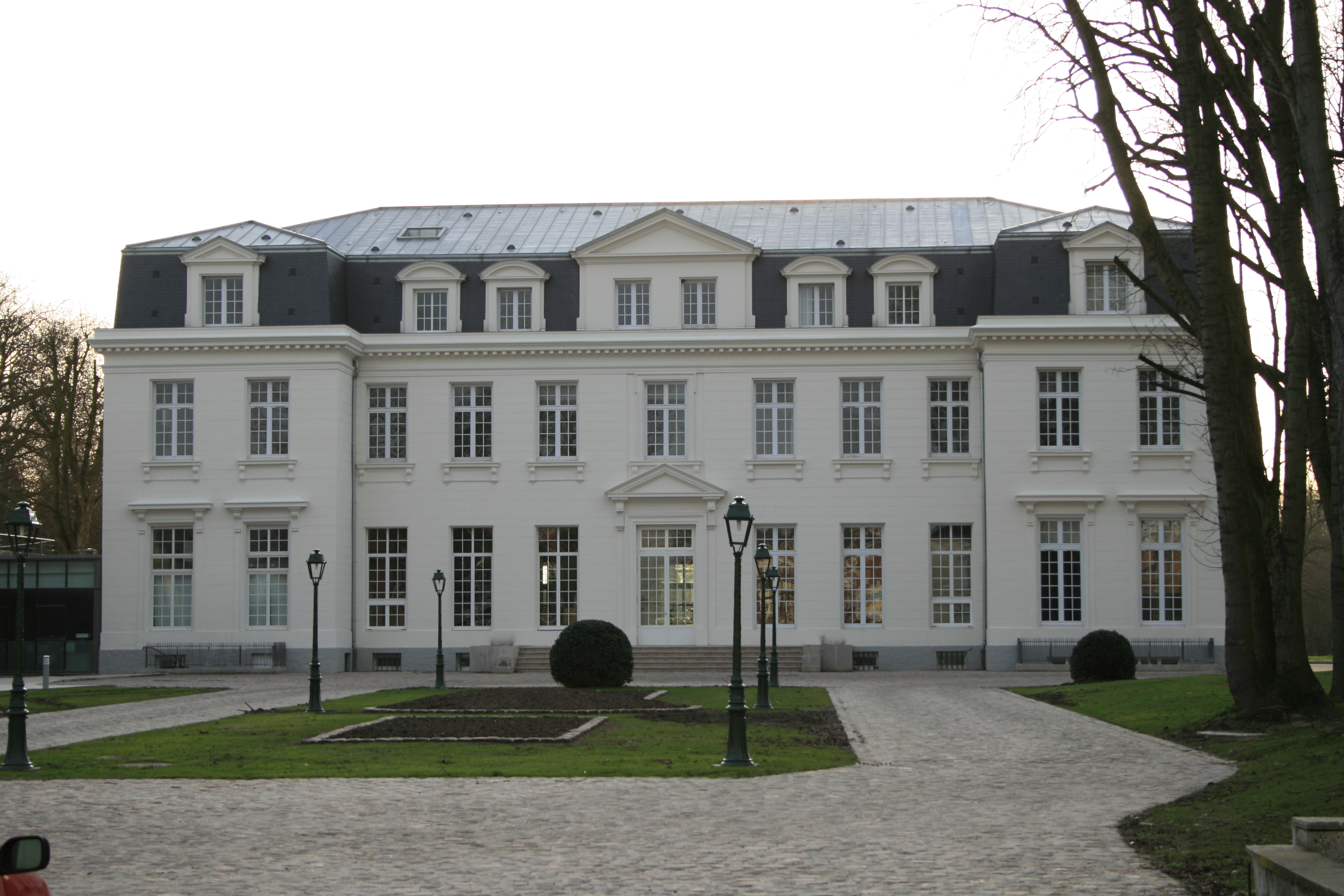
L'ancien château de Mme de Clercq est devenu un centre de réadaptation fonctionnelle.

Madame de Clercq fait l’acquisition à Oignies du château local auprès des descendants Lauragais, puis entreprend des rénovations. Souhaitant disposer d’eau courante dans les étages de sa nouvelle demeure et aussi alimenter les étangs et bassins ornant le parc de quarante-quatre hectares, elle sollicite en 1841 les services de l’ingénieur hydraulicien Georges Mulot, afin de creuser un puits artésien dans sa propriété. Il trouve l’eau à la profondeur de 130 mètres, mais poursuit le forage. Le 7 juin 1842, il fore « inopinément » un gisement de charbon encore inconnu, en fait une discontinuité dans la veine carbonifère en exploitation dans le Nord, à une profondeur de 151 mètres. À l'époque, cela fait un siècle qu'on cherche en vain à découvrir, à l'ouest de Douai, le prolongement du bassin minier du Nord, exploité depuis 1757 avec la création de la Compagnie des mines d'Anzin (Bassin minier du Nord-Pas-de-Calais). Mais dans le Pas-de-Calais, les couches géologiques ont une orientation différente ce qu'on ignore à ce moment-là.
Il semble que Mme de Clercq et Georges Mulot ne perçoivent pas immédiatement l'ampleur et l'importance de la trouvaille, à l'encontre d'Henri Soyez, entrepreneur dynamique depuis longtemps à la recherche de nouveaux charbonnages. Lorsqu'il apprend l'information, Soyez fait avec succès un sondage au hameau de l'Escarpelle, à Roost-Warendin, au nord-ouest de Douai, le 13 juin 1846, et y découvre la houille.
La découverte n’est divulguée qu’en 1852, date à laquelle Madame de Clercq obtient les droits de concessions de Dourges avec Georges Mulot. Elle avait fait creuser une première fosse avec l'aide des spécialistes de la Compagnie des mines de Vicoigne avant de fonder la Compagnie des mines de Dourges et d'obtenir cette concession officielle.

## Bienfaitrice d'Oignies
Les revenus d’exploitation permettent à Mme de Clercq de compléter son œuvre de modernisation de la ville : équipements collectifs et urbains (on lui doit l'arrivée du gaz dans la ville
), assistance, moyen de communication, distractions (salle des fêtes, harmonie municipale); 670 hectares de ses terres seront également défrichés et rendus cultivables pour être confiés à 550 familles vivant dans le besoin, la vaste église Saint-Barthélémy, etc.
Quand la donatrice disparaît en 1878, le village est devenu une belle petite ville et les habitants la feront désigner comme « bienfaitrice » du village.

## Descendance
Le couple de Clercq a eu deux enfants :
- Louis De Clercq, industriel, homme politique ;
- Berthe Aline Françoise Marie, comtesse de Boisgelin par son mariage avec Alexandre-Marie de Boisgelin.

## Reconnaissance des Oigninois

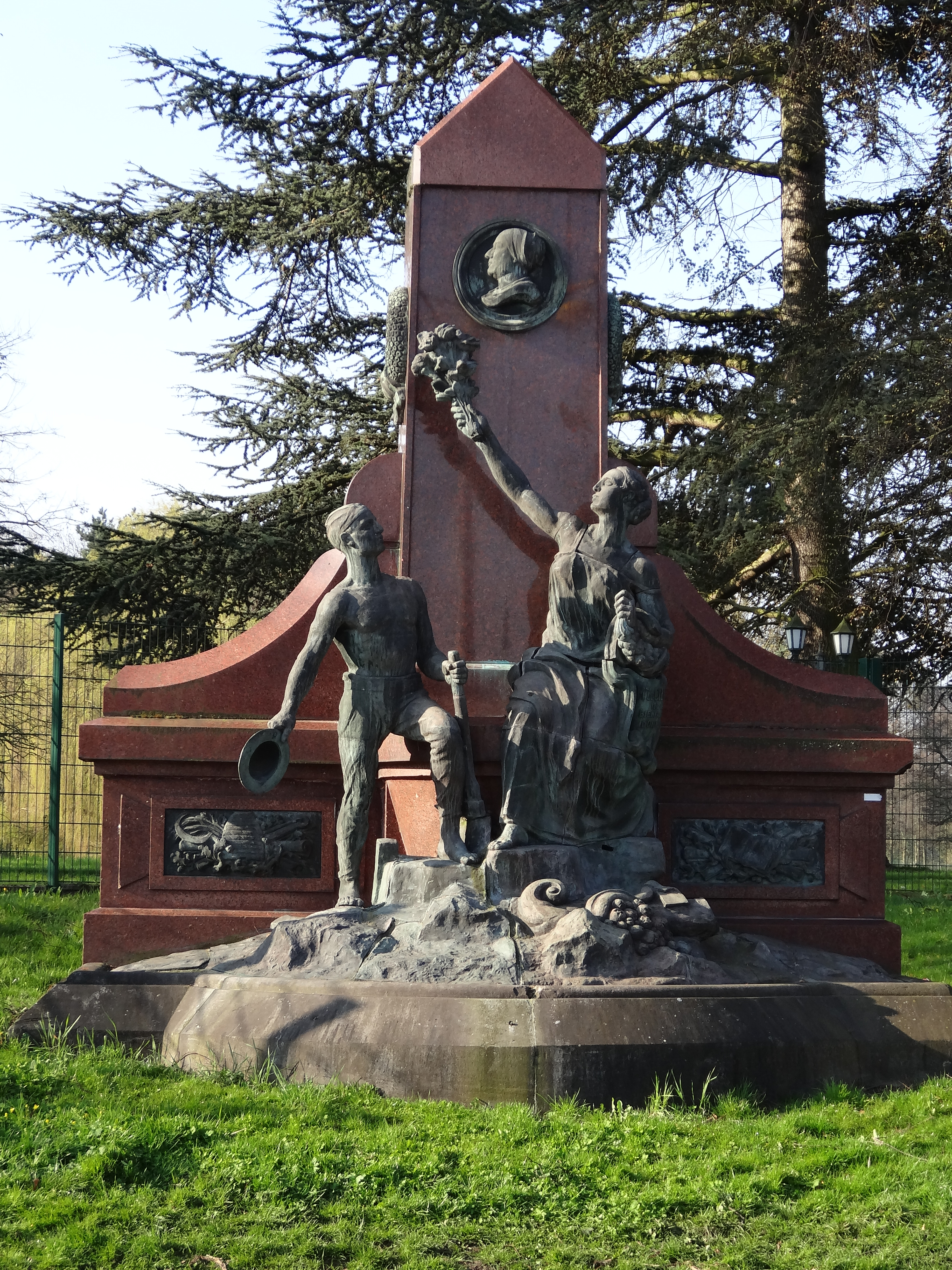
Charles Caby, Monument à madame de Clercq, dit de la Découverte du charbon (1913-1932) à Oignies, orné d'un médaillon représentant Henriette de Clercq.

Les habitants se souviennent de celle qu'ils nommaient « bonne dame » et ses actions dans la ville :
- la fosse n° 2 - 2 bis des mines de Dourges est baptisée Sainte-Henriette ;
- une cité-jardin des années 1930 se nomme « cité De Clerq » ;
- deux bustes de Madame de Clercq sont conservés dans l’église Saint-Barthélémy (l’un est posé sur l’autel de la chapelle absidiale, flanqué de l’ultime gaillette extraite le 21 décembre 1990 ; l’autre dans la chapelle Sainte-Barbe sur un vitrail) ;
- le château est incendié en 1940, puis racheté par les Houillères Nationales, et devient centre de réhabilitation portant le nom « De Clercq » ;
- sur le premier monument érigé sur la place d'Oignies, (détruit durant la Première Guerre mondiale), on pouvait lire : « Inauguré le 22 juin 1913 en souvenir de la découverte du bassin houiller du Pas-de-Calais en 1841 » ;
- une rue est nommée « Henriette Crombez ».